# Факіх-Бейглу
Факіх-Бейглу (перс. فقيه بيگلو‎‎) — село в Ірані, входить до складу дехестану Північний Барандузчай у Центральному бахші шахрестану Урмія провінції Західний Азербайджан.